# Maria Padilla
Maria Padilla è un'opera in tre atti di Gaetano Donizetti su libretto di Gaetano Rossi. L'opera debuttò con successo al Teatro alla Scala di Milano, aprendone la stagione di Carnevale e Quaresima il 26 dicembre 1841 diretta da Eugenio Cavallini, e fu replicata per ventiquattro sere consecutive. Ma questa fortuna fu effimera, dato che di lì a poco un debuttante Giuseppe Verdi avrebbe eclissato con il Nabucco tutti gli altri compositori. L'opera fu ripresa in tempi moderni solo nel 1973 a Londra, e nel 1978 incisa da Opera Rara. Fu infine rappresentata nel 1990 ad Omaha con Renée Fleming nel ruolo della protagonista. 

L'opera è ispirata alla figura storica di Maria di Padilla, amante e poi moglie di Pietro il Crudele

## Cast della prima assoluta
| Personaggio            | Interprete        |
| ---------------------- | ----------------- |
| Don Ruiz de Padilla    | Domenico Donzelli |
| Maria Padilla          | Sophie Löwe       |
| Ines Padilla           | Luigia Abbadia    |
| Don Pedro di Castiglia | Giorgio Ronconii  |
| Don Ramiro             | Gaetano Rossi     |
| Francisca              | Teresa Ruggeri    |
| Don Luigi              | Raineri Pochini   |
| Don Alfonso de Pardo   | Agostino Berini   |

## Trama
Maria, figlia di Don Ruiz di Padilla, diviene l'amante del re di Castiglia Pedro. Il padre rimane sconvolto e cerca in tutti i modi di vendicare l'onore della figlia, ma viene arrestato e umiliato con le frustate. Maria, quando viene a sapere del disonore subito dal padre, fugge dalla corte e si occupa del padre, che nel frattempo è impazzito per il disonore. Ma quando viene a sapere delle nuove nozze di Pedro con la principessa di Borgogna, Bianca, va incontro al corteo reale e strappa la corona alla principessa. Pedro è sdegnato, e dichiara Maria unica regina del suo cuore. La gioia è troppa per Maria, che le schianta il cuore e muore circondata dalle persone più care.

## Struttura musicale
- Sinfonia

### Atto I
- N. 1 - Introduzione e Cavatina di Ines Di queste ridenti pacifiche valli - Eran già create in cielo (Coro, Ines, Luigi)
- N. 2 - Cavatina di Maria Ah! non sai quale incanto si cela (Maria, Ines)
- N. 3 - Cavatina di Pedro Lieto fra voi ritorno (Pedro, Ines, Maria, Luigi, Alfonso, Francisca)
- N. 4 - Duetto fra Maria e Pedro Core innocente e tenero

### Atto II
- N. 5 - Coro e Cavatina di Ruiz Nella reggia dell'amore - Il sentiero di mia vita (Coro, Ruiz, Duca)
- N. 6 - Duetto fra Maria ed Ines A figlia incauta di reo trascorso
- N. 7 - Duetto fra Ruiz e Pedro e Finale II Sovr ail vil che m'ha insultato - Vada, soffra quel protervo (Ruiz, Pedro, Coro, Maria, Duca, Ines)

### Atto III
- N. 8 - Duetto fra Maria e Ruiz Padre, padre... oh rio dolore! (Maria, Ruiz, Coro)
- N. 9 - Coro, Aria di Pedro e Finale III Come rosa che s'apre al mattino - Ah! quello fu per me - Ravvisa la tua vittima (Coro, Pedro, Maria, Ruiz, Luigi, Ines, Duca)

## Discografia
| Anno | Cast (Maria, Ines, Ruiz, Pedro, Ramiro, Luigi)                                                  | Direttore, Orchestra e Coro | Etichetta |
| ---- | ----------------------------------------------------------------------------------------------- | --- | --- |
| 1973 | Janet Price, Margreta Elkins, Gunnar Drago, Christian du Plessis, Malcolm King, Patricia Sabin  | Kenneth Montgomery Bournemouth Sinfonietta e Coro Opera Rara (registrazione dal vivo presso la Queen Elizabeth Hall di Londra)          | LP: Unique Opera Records Corporation UORC 155 (1973) BJRS 135-3 (1981) Audiocassette: Charles Handelman - Live Opera 03721 CD: Celestial Audio CA 081 |
| 1980 | Lois McDonall, Della Jones, Graham Clark, Christian du Plessis, Roderick Earle, Ian Caley       | Alun Francis London Symphony Orchestra e Geoffrey Mitchell Choir                                                                        | CD: Opera Rara ORC 6 |
| 1990 | Renée Fleming, Stella Zambalis, Hans Gregory Ashbaker, Motti Kaston, Dan Smith, Arturo Valencia | John DeMain Orchestra e Coro dell'Opera di Omaha (Registrato dal vivo all'auditorium del Joslyn Art Museum, Omaha, Nebraska, settembre) | CD: Premiere Opera CDNO 8932 |